# プログラムマネジメント
プログラムマネジメント（英語: program management）は、同時並行的に進められている相互に関連するプロジェクト群を管理するプロセスである。例えば、自動車製造業者における設計・製造・サポートインフラストラクチャー提供などである。これには数百から数千の個別のプロジェクトが関係する。企業や組織において、プログラムマネジメントはプロジェクト間や部門間でのグローバルな観点からのリソースの優先順位付けという面を表している。
イギリス政府は政府調達庁を通してプログラムマネジメントに多額の投資を行った。ヨーロッパではこの用語は通常、複数の変革プロジェクト（その組織に何らかの利点をもたらすよう設計されたプロジェクト群）を指す。
プログラムマネジメントはプロジェクトマネジメントの上に位置し、最良のプログラム群を選択することに注力する。プログラムとは、プロジェクト群で構成され、それらプロジェクトがうまく実行されるような基盤を提供するものである。ただし、個々のプロジェクトの管理はプロジェクトマネジメントに任せられている。
プログラムマネジメントの責任範囲は様々である。例えば製造におけるプログラムマネジメントと調剤試行・データ収集におけるプログラムマネジメントとは責任範囲がかなり異なる。

## プログラムマネジメントにおける主たる要因
- 統治: 目的を達成するための指令や変更を制御する構造・プロセス・手続き
- 標準: パフォーマンスアーキテクチャの定義
- 整合: プログラムはより高いレベルのビジョン・目標・目的をサポートしなければならない。
- 保証: プログラムを検証し、標準の順守とビジョンへの整合を確保する。
- 管理: 定期的レビューを実施し、各関係者が適切な管理を行い責任能力を持っていることを確認する。
- 統合: プログラムのバリュー・チェーンを横断的に見て、機能的かつ技術的効率を最適化する。
- 財務: プログラムマネジメントの重要な一部として財務状況の監視があり、基本的コストと共にプログラムの管理コストも全て監視される。
- 基盤: リソース割り当てはプログラムのコストと成功に影響を与える。基盤には、オフィス設備、バージョン管理、情報技術なども含まれる。
- 計画: プロジェクト、リソース、時間的尺度、監視と制御などの情報を集め、計画を立案する[1]。
- 改善: 効率を継続的に評価し、新たな可能性を調査・研究し、プログラムに対して体系的にそれらの結果を適用する。

## プロジェクトマネジメントとの違い
ビジネスにおいて、プログラムはプロジェクトとは以下のような点で異なる。
1. プロジェクトは個別なもので固有の期間を持つ。プログラムは持続的であり、一定の成果を継続的に達成するために実施される。
2. プログラムマネジメントはビジネスプログラムの管理活動を含み、段階的にプログラムの効率レベルを高めるためのプロジェクト群の管理を含むこともある。複数のプロジェクトの管理としてのプログラムマネジメントの一般的定義は、プロジェクトマネジメントの原則に対して近視眼的と考えられる。
3. 必要とされる結果を達成するため、ビジネスプログラムは通常、関連するビジネス制約を理解し、割り当てられたリソースに基づいて結果を達成するのに必要なプロセスを決定する。プロセスの改善はプロジェクトとプログラムの大きな違いとなる継続的操作である。
4. プロジェクトマネージャは個々のプロジェクトを調整する。そしてプロジェクトマネージャを監督するのはプログラムマネージャとなり、プログラムマネージャはスポンサー（または取締役会）に対して責任を負う。